# Sebelum Iblis Menjemput
Sebelum Iblis Menjemput, comercialitzada internacionalment com May the Devil Take You és una pel·lícula de terror indonèsia del 2018 escrita i dirigida per Timo Tjahjanto. La història segueix l'Alfie (Chelsea Islan) que, quan intenta trobar respostes a la misteriosa malaltia del seu pare (Ray Sahetapy), visita la seva antiga casa i descobreix esdeveniments del seu passat.
La pel·lícula va ser estrenada internacionalment per Netflix el 9 d'agost de 2018 i es va estrenar a la 75a Mostra Internacional de Cinema de Venècia el 3 de setembre de 2018. Una seqüela, Sebelum Iblis Menjemput Ayat 2, va ser llançada el 2020.

## Argument
Lesmana Wijaya participa en un ritual satànic per guanyar riquesa. El seu èxit està marcat amb retalls de notícies que registren el seu ascens a la fama, el suïcidi de la seva primera dona Intan i el seu matrimoni amb l'actriu retirada Laksmi abans de demostrar que ara s'enfronta a la fallida. La filla separada de Lesmana, Alfie, la molesta per casar-se amb Laksmi mentre no té cap mala voluntat cap als seus germanastres Ruben, Maya i Nara. Després de no veure'l durant molts anys, l'Alfie s'informa que la Lesmana ha estat hospitalitzada a causa d'una malaltia horrorosa i misteriosa i ha caigut en coma. A l'hospital, l'Alfie s'assabenta que Laksmi buscarà objectes de valor a la vil·la familiar abandonada i experimentarà una activitat sobrenatural.
Més tard, a la vila, Ruben descobreix i obre una porta segellada del soterrani a petició de la seva mare, que creu que l'habitació pot contenir objectes de valor. Això, en canvi, desencadena una presència sobrenatural que ataca simultàniament a Lesmana al seu llit d'hospital i posseeix Laksmi, que després ataca a Maya. Un intent de l'Alfie de portar a Maya a tractament mèdic no té èxit i només fa que una Maya delirant fugi al bosc. Maya és atacada per la seva mare i aconsegueix derrotar-la amb èxit, només per sucumbir a la presència. Sota la seva influència assassina la xicota de Ruben, Lily, que havia contestat les seves peticions de rescat. Mentrestant, l'Alfie i el Ruben descobreixen com Lesmana va guanyar la seva riquesa, el cost de la que eren les ànimes dels que l'envoltaven. L'Alfie també recorda plenament el moment de la mort de la seva mare, adonant-se que es devia al pacte demoníac i no al suïcidi. La presència també continua turmentant l'Alfie, el Ruben i la Nara.
Maya torna a la vil·la, on descobreix un joc de nines fetes amb els cabells de cada membre de la família respectiu just abans que la presència la convidi a convertir-se en una sacerdotessa satànica. Ara totalment sota el seu domini, finalment ataca els seus germans i suplica a Ruben que s'uneixi a ella, ja que el diable només vol les ànimes de l'Alfie i la Nara. Ell es nega, la qual cosa el porta a assassinar Ruben desmembrant una nina feta amb els seus cabells. L'Alfie baixa, i veu un flashback del seu pare traient i matant la sacerdotessa satànica. Abans de morir, ella arrenca i s'empassa part dels cabells de Lesmana, maleint-lo amb la misteriosa malaltia i jurant venjança. Llavors l'enterra sota el terra del celler i tanca l'habitació. Mentre ella està presenciant això, Maya entra a l'habitació. Adonant-se que la presència és en realitat la sacerdotessa i que controla el cos de Maya, l'Alfie fa una súplica sense èxit a l'esperit de la Maya. La sacerdotessa es burla d'Alfie, afirmant que Maya s'ha fusionat completament  amb ella, abans d'utilitzar la nina d'Alfie per torturar-la. Aleshores, l'Alfie agafa la nina de cabell de Maya i la crema al foc, provocant la mort de Maya. Aleshores, l'Alfie desenterra el cos de la sacerdotessa per cremar el tros de cabell de Lesmana que es va empassar. Aleshores, l'Alfie veu la sacerdotessa, que la arrossega sota terra. L'Alfie es desperta en un pou de fang, on està enganxada amb els cabells. Aconsegueix alliberar-se però no pot sortir de la fossa. Just quan s'ha donat per vençuda, l'Alfie escolta la veu de la seva mare i veu la seva mà. Ella l'utilitza per sortir de la fossa, descobrint que la mà en realitat pertany a Nara. Ara lliures, la parella s'escapa de la vila. De tornada a casa, la càmera fa una panoràmica per l'interior de la vil·la i mostra la porta fosca del soterrani.

## Repartiment
- Chelsea Islan com Alfie Wijaya: filla de Lesmana i Intan, fillastra de Laksmi, germanastra de Maya i Ruben, germanastra de Nara.
  - Nicole Rossi com el jove Alfie
- Pevita Pearce com a Maya Wijaya: filla de Laksmi, germanastra d'Alfie, la germana gran de Ruben, germanastra de la Nara.
- Karina Suwandi com a Laksmi Surya: la madrastra d'Alfie, la segona dona de Lesmana, mare de Maya, Ruben i Nara, actriu retirada.
- Ray Sahetapy com a Lesmana Wijaya: pare d'Alfie i Nara, marit d'Intan i Laksmi, padrastre de Maya i Ruben, un emprenedor
- Samo Rafael com a Ruben Wijaya: germà d'Alfie, fill de Laksmi, germà de Maya, germanastre de Nara.
- Ruth Marini com la sacerdotessa
  - Daniel Ekapurta com a sacerdotessa berserker
- Hadijah Shahab com a Nara Wijaya:  germanastra de Maya, Alfie i Ruben,  filla de Laksmi i Lesmana.
- Clara Bernadeth com a Lily, la xicota de Ruben.
- Kinaryosih com a Intan Wijaya: mare d'Alfie i primera dona de Lesmana que va ser assassinada pel diable.
- Abimana Aryasatya com la veu de el diable

## Llançament
Va ser llançat el 9 d'agost de 2018 a Netflix.

### Recepció crítica
A Rotten Tomatoes, la pel·lícula va rebre una valoració agregada positiva del 77 %, basada en 13 ressenyes. Posteriorment va participar al LI Festival Internacional de Cinema Fantàstic de Catalunya, on va rebre una menció especial al Premi Focus Àsia i el Premi Midnight X-Treme.

## Sequeles

### May the Devil Take You: Chapter Two
Una seqüela titulada Sebelum Iblis Menjemput Ayat 2 es va estrenar a Indonèsia el 27 de febrer de 2020 a les sales i va ser seguida d'un llançament digital a Disney+ Hotstar. Més tard va rebre un llançament nord-americà a través de Shudder.

### May the Devil Take You: Chapter Three
Timo Tjahjanto ha anunciat que May the Devil Take You: Chapter Three està en desenvolupament, i ha afegit que ja ha pensat en quins personatges pot aprofundir i explorar més.